# VectorLinux
VectorLinux fue una distribución de Linux de tipo escritorio, basada en Slackware. Para plataforma Intel x86 (32 bits, hay una versión alfa de 64 bits para la arquitectura x86_64). Por más que los orígenes de esta distribución se deban al canadiense Robert S. Lange, actualmente de su desarrollo se encarga una creciente comunidad internacional.

## Características
- Basada en la distribución Slackware
- Disponible para arquitectura x86 y AMD64
- Incluye una detección de hardware automática y la gerencia fácil de paquetes vía el sistema slapt-get
- Enriquecida con herramientas exclusivas desarrolladas por el equipo de Vector Linux, como VL-Hot, un sistema de automontaje de dispositivos de almacenamiento móviles; VCpuFreq, para controlar la velocidad del procesador; VPackager, asistente para compilar e instalar aplicaciones desde código fuente y VASM (Vector Administrative and Services Menu) para la administración del sistema.
- Las actualizaciones se gestionan mediante slapt-get

## Ediciones
Hay cuatro ediciones paralelas de VectorLinux:

### Edición Standard
Es la edición con la que se inició VectorLinux, pensada para ser liviana y rápida, está optimizada para ser usada como una Estación de trabajo de Internet. Su entorno de escritorio predeterminado es Xfce.

#### Lanzamientos
| Versión | Fecha de lanzamiento     |
| ------- | ------------------------ |
| 1.0     | 28 de junio de 2000      |
| 1.8     | 12 de julio de 2000      |
| 2.0     | 19 de febrero de 2001    |
| 2.5     | 2 de abril de 2002       |
| 3.0     | 24 de octubre de 2002    |
| 3.2     | 5 de febrero de 2003     |
| 4.0     | 7 de octubre de 2003     |
| 4.3     | 19 de septiembre de 2004 |
| 5.0.1   | 27 de febrero de 2005    |
| 5.1     | 26 de julio de 2005      |
| 5.8     | 18 de diciembre de 2006  |
| 5.9     | 23 de diciembre de 2007  |
| 6.0     | 22 de febrero de 2009    |
| 7.0     | 27 de noviembre de 2011  |

#### Requisitos
- Procesador Pentium compatible (i586 y superiores)
- 1.2 GB de espacio libre en el disco duro para archivos de sistema. No está considerada la Swap.
- mínimo 64 MB de memoria ram, recomendado 128 MB

### Edición SOHO
SOHO, como su nombre lo indica (en inglés: Small Office and Home Office), está pensado para usuarios hogareños y de pequeñas oficinas, por lo que incluye de serie una gran cantidad de aplicaciones de escritorio y multimedia. Su entorno de escritorio predeterminado es KDE.

#### Lanzamientos
| Versión | Fecha de lanzamiento     |
| ------- | ------------------------ |
| 2.5     | 27 de agosto de 2002     |
| 3.2     | 15 de marzo de 2003      |
| 4.0     | 30 de marzo de 2004      |
| 5.0     | 21 de febrero de 2005    |
| 5.1     | 20 de enero de 2006      |
| 5.8     | 17 de mayo de 2006       |
| 5.9.1   | 24 de septiembre de 2008 |
| 6.0     | 11 de agosto de 2010     |

### Edición Deluxe
La edición Deluxe es una edición de pago, la cual ofrece además de lo incluido en la edición Standard o de la SOHO, 1000 MB de aplicaciones en un CD extra y una guía de instalación en formato papel. El precio de descarga de la versión Deluxe es 22.99 USD y de la versión empaquetada es de 27.99 USD.

#### Requisitos
La edición Deluxe puede variar dependiendo de lo que se decida instalar, pero se recomienda: 
- Procesador Pentium III compatible o superior
- 2-3 GB de espacio libre en el disco duro para archivos de sistema. No está considerada la Swap.
- mínimo 128 MB de memoria ram, recomendado 256 MB

### Edición Liviana
La edición Light (liviana) está orientada hacia máquinas de escasos recursos, utiliza los entornos gráficos livianos y rápidos JWM y Fluxbox, trae algunos programas menos que la edición Standard. Según la página oficial ha sido probado con buenos resultados en equipos Pentium III con 128 MB de Memoria RAM.

#### Requisitos
la edición liviana requiere como mínimo 
- Pentium I 166 MHz
- 64 MB de memoria Ram
- 1,8 GB de espacio en disco ( sin considerar Swap)

### Edición LIVE
Hay dos variantes Live CD (Standard y SOHO)

## Enlaces relacionados
- Página oficial de VectorLinux Archivado el 5 de julio de 2006 en Wayback Machine. (en inglés)

- Datos: Q1074973
- Multimedia: VectorLinux / Q1074973